# Polder van Lier
De Polder van Lier is een kleine polder gelegen in het uiterste westen van de Antwerpse gemeente Lier, direct ten noorden van de Nete.
De polder meet 156 ha en het bestuur ervan werd ingesteld in 1960. Het polderbestuur voert werkzaamheden uit om overstromingen, waar zowel de land- en tuinbouw als de Lierse wijk Mechelsepoort van had te lijden, te voorkomen.